# وين سيمين
وين سيمين (بالإنجليزية: Wayne Simien)‏ مواليد 9 مارس 1983 في ليفنوورث، هو لاعب كرة سلة أمريكي سابق بدأ مسيرته الاحترافية في سنة 2005. تم اختياره من قبل فريق ميامي هيت خلال الدرافت وحمل الرقم 25. اعتزل اللعب في 2009.

## روابط خارجية
- وين سيمين على موقع إن بي أي (الإنجليزية)
- وين سيمين على موقع سبورتس رفرنس (الإنجليزية)
- وين سيمين على موقع كرة السلة الأوروبية.كوم (الإنجليزية)
- وين سيمين على موقع كلية كرة السلة في سبورتس رفرنس.كوم (الإنجليزية)
- وين سيمين على موقع ريلجم (الإنجليزية)
- وين سيمين على موقع بروبوليرز (الإنجليزية)
- وين سيمين على موقع قاعة كنساس للمشاهير الرياضية (مؤرشف) (الإنجليزية)